# Cantons de Loir i Cher
Els cantons de Loir i Cher (Centre - Vall del Loira) són 30 i s'agrupen en tres districtes:
- Districte de Blois (13 cantons, amb cap a la prefectura de Blois) : Blois-1 - Blois-2 - Blois-3 - Blois-4 - Blois-5 - Bracieux - Contres - Herbault - Marchenoir - Mer - Montrichard - Ouzouer-le-Marché - Vineuil

- Districte de Romorantin-Lanthenay (8 cantons, amb cap a la sotsprefectura de Romorantin-Lanthenay) : Lamotte-Beuvron - Mennetou-sur-Cher - Neung-sur-Beuvron - Romorantin-Lanthenay-Nord - Romorantin-Lanthenay-Sud - Saint-Aignan[1]- Salbris - Selles-sur-Cher

- Districte de Vendôme (9 cantons, amb cap a la prefectura de Vendôme) : Droué - Mondoubleau - Montoire-sur-le-Loir - Morée - Saint-Amand-Longpré - Savigny-sur-Braye - Selommes - Vendôme-1 - Vendôme-2